# Jardines Mossèn Costa i Llobera
Los jardines Mossèn Costa i Llobera (en catalán: Jardins de Mossèn Costa i Llobera), popularmente conocido como Cactario de Barcelona, son unos jardines temáticos ubicados en la montaña de Montjuic en Barcelona (España), de 6,15 hectáreas de extensión, especializados en cactus y otras suculentas (o crasas) no cactáceas. Están considerados como unos de los más importantes de Europa, en este tipo de plantas.

## Localización
Los jardines se encuentran en el distrito Sants-Montjuïc, de Barcelona; sitúandose en la vertiente sur del parque de Montjuïc, entre la carretera de Miramar y el paseo de Josep Carner.
Ubicados en esta zona de la montaña de Montjuïc, con orientación sudeste, por lo que la insolación es alta y la temperatura unos dos grados más alta respecto del resto de la ciudad, más teniendo en cuenta que es un lugar orientado a mar, a resguardo de vientos fuertes. Esto crea un microclima muy adecuado para el cultivo de estas plantas en plena tierra y al aire libre.
Jardins de Mossèn Costa i Llobera, Barcelona, Cataluña, España.
Planos y vistas satelitales.41°22′7.87″N 2°10′20.39″E / 41.3688528, 2.1723306

## Historia
Están dedicados a Miguel Costa y Llobera, poeta mallorquín.
Creados alrededor de 1970, bajo la dirección del jardinero técnico municipal, profesor de la Escuela de Jardinería de Barcelona y cactólogo catalán, Joan Pañella Bonastre, quien dio nombre a la Opuntia pañellana, estudiada por él, y del arquitecto Joaquim Maria Casamor, entonces director de Parques y Jardines del Ayuntamiento de Barcelona, en la época del alcalde Porcioles. Consiguió diversos ejemplares de cactáceas traídos desde Italia.

## Colecciones
Aquí se cultivan 800 especies de cactus y otras suculentas, que proceden de todas las zonas desérticas del mundo, especialmente de África, América y Australia. También se encuentran en estos jardines una docena de especies palmáceas y algunas de árboles exóticos subtropicales.

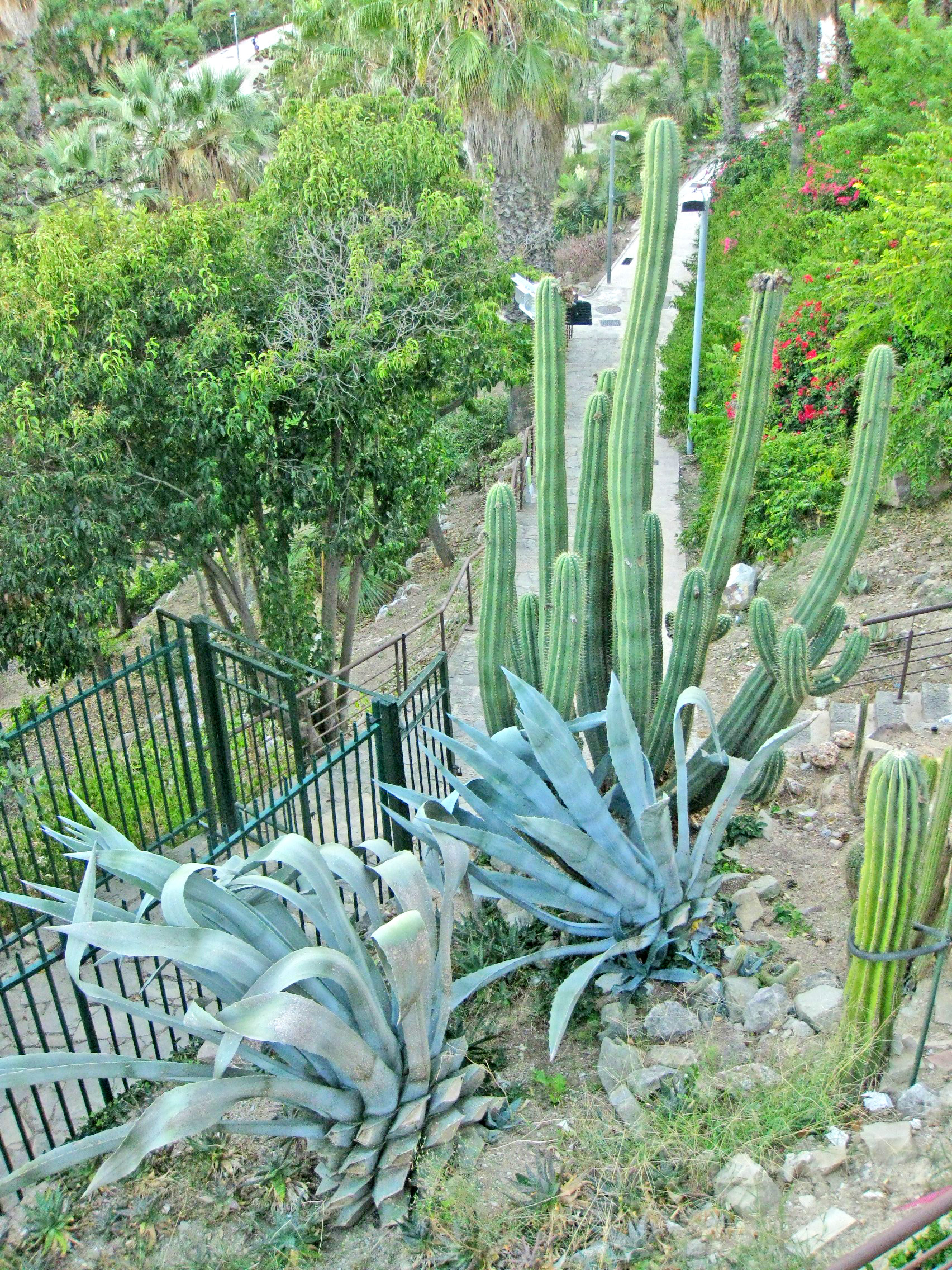
Algunos cactus de los Jardins de Mossèn Costa i Llobera.

Contiene la colección Pallanca (Bordighera, Italia), y la colección del cactófilo catalán Joan Pañella Bonastre.
Entre los ejemplares que viven en el jardín, destaca un Oreocereus neocelsianus de 200 años de edad.
En varias zonas del jardín se encuentran varias esculturas en bronce.

## Obras
En la actualidad (2010) se encuentran cerrados, debido a unas obras de mejora en las que estaba prevista, por un lado, la eliminación de las plantas muertas o peligrosas por su mal estado, la poda de los árboles y palmeras y el acondicionamiento y fertilización de las 6,15 hectáreas de superficie que tienen los jardines, y por otro lado, la plantación de más de 6.000 nuevos cactus y otras plantas suculentas no cactáceas, además de casi 190.000 unidades de nuevos entapizados de 20 especies diferentes.
Estas obras, que se iniciaron en febrero de 2006, aún no podido ser terminadas por las complicaciones surgidas, al ser detectados por los técnicos problemas geológicos de estabilidad y drenaje, con acumulación de bolsas de agua en el subsuelo, a causa de la gran permeabilidad de la tierra sobre la que se asienta el parque, que fue transportada hasta la zona cuando se crearon los jardines, para tapar las canteras de piedra ubicadas con anterioridad en este lugar de la montaña barcelonesa.
Tras 5 años de obras, a principios de 2011, finalizan los trabajos citados, reabriendo sus puertas al público.

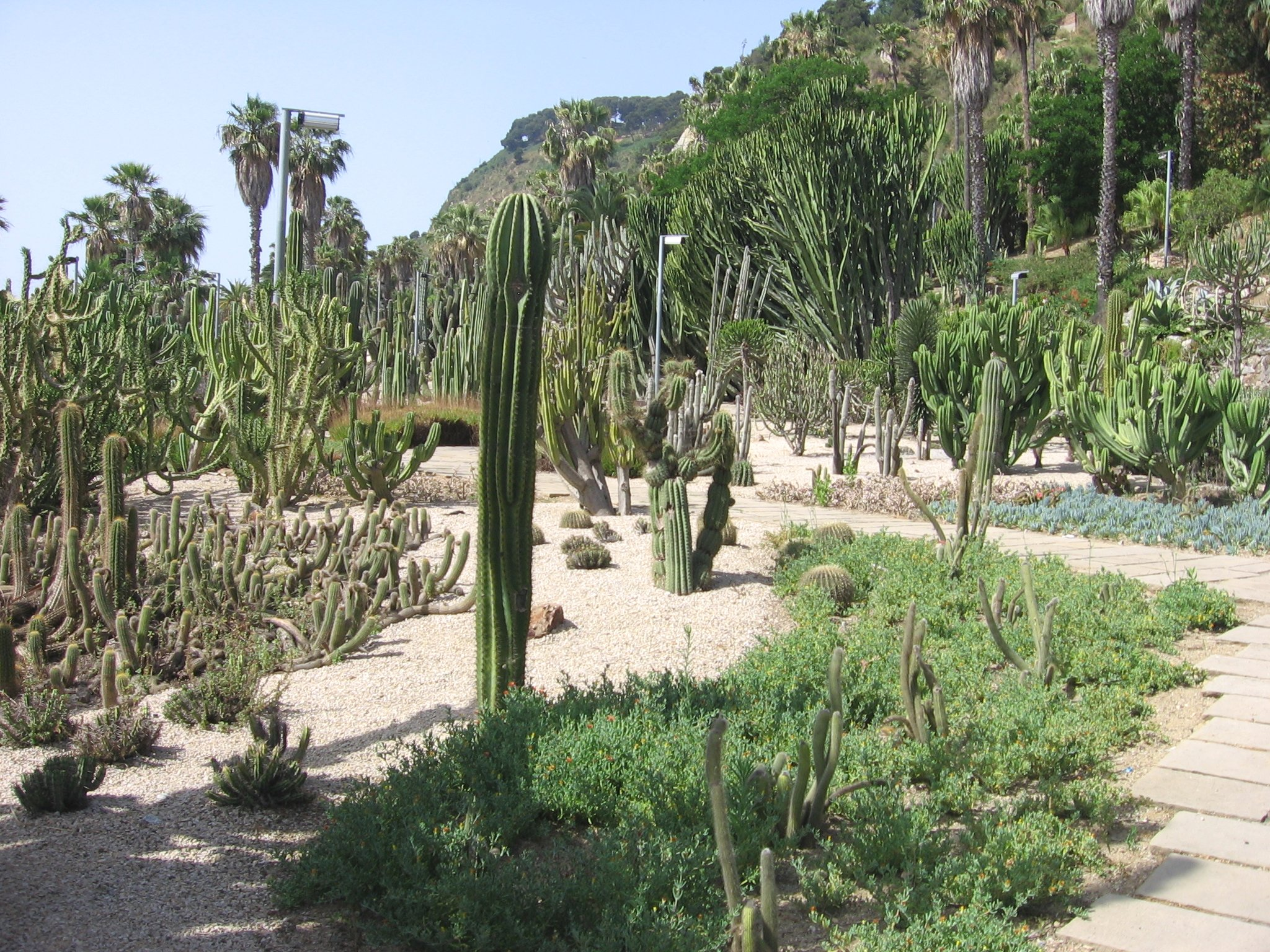
Vista general.
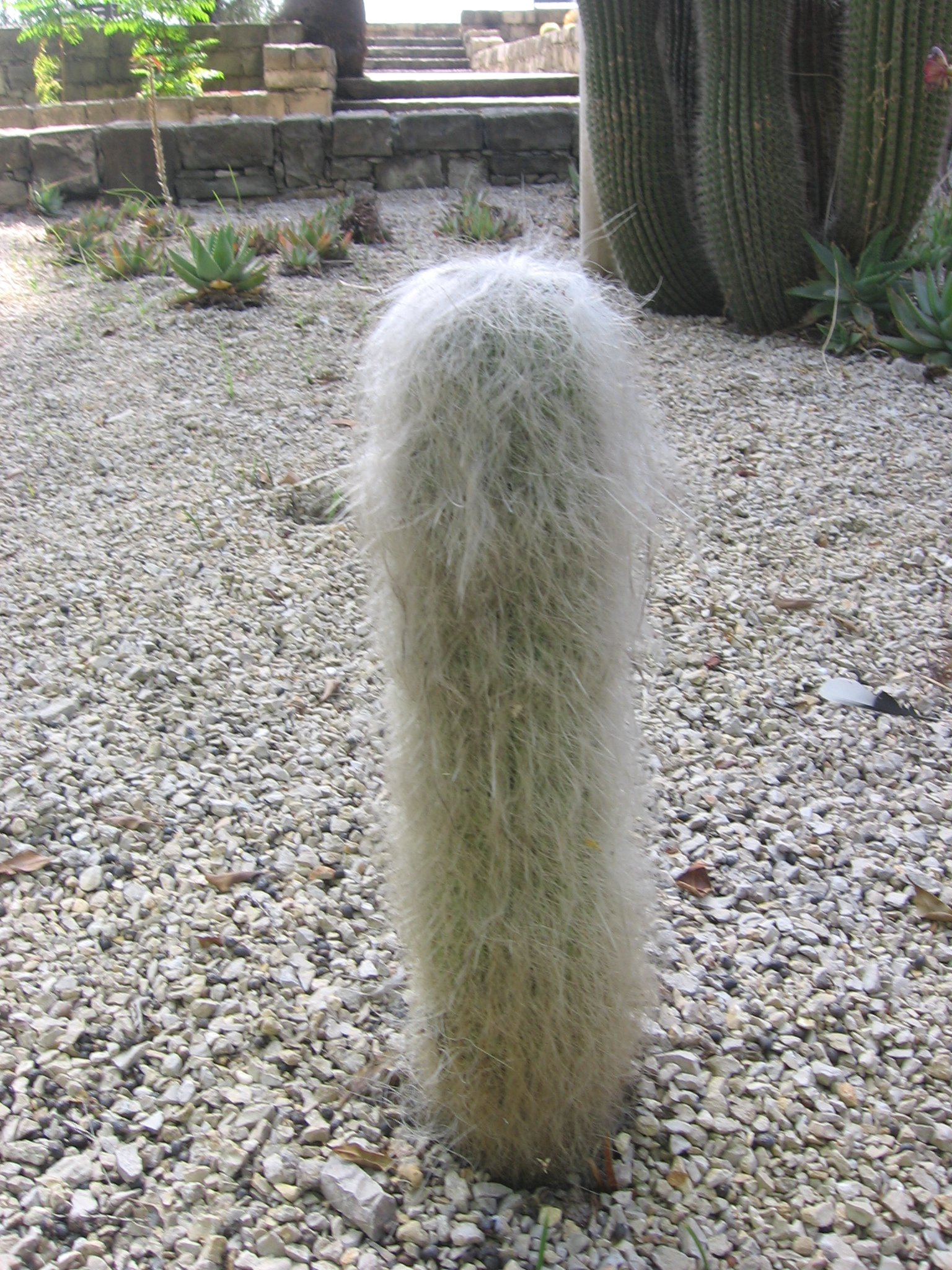
Cabeza de viejo (Cephalocereus senilis).
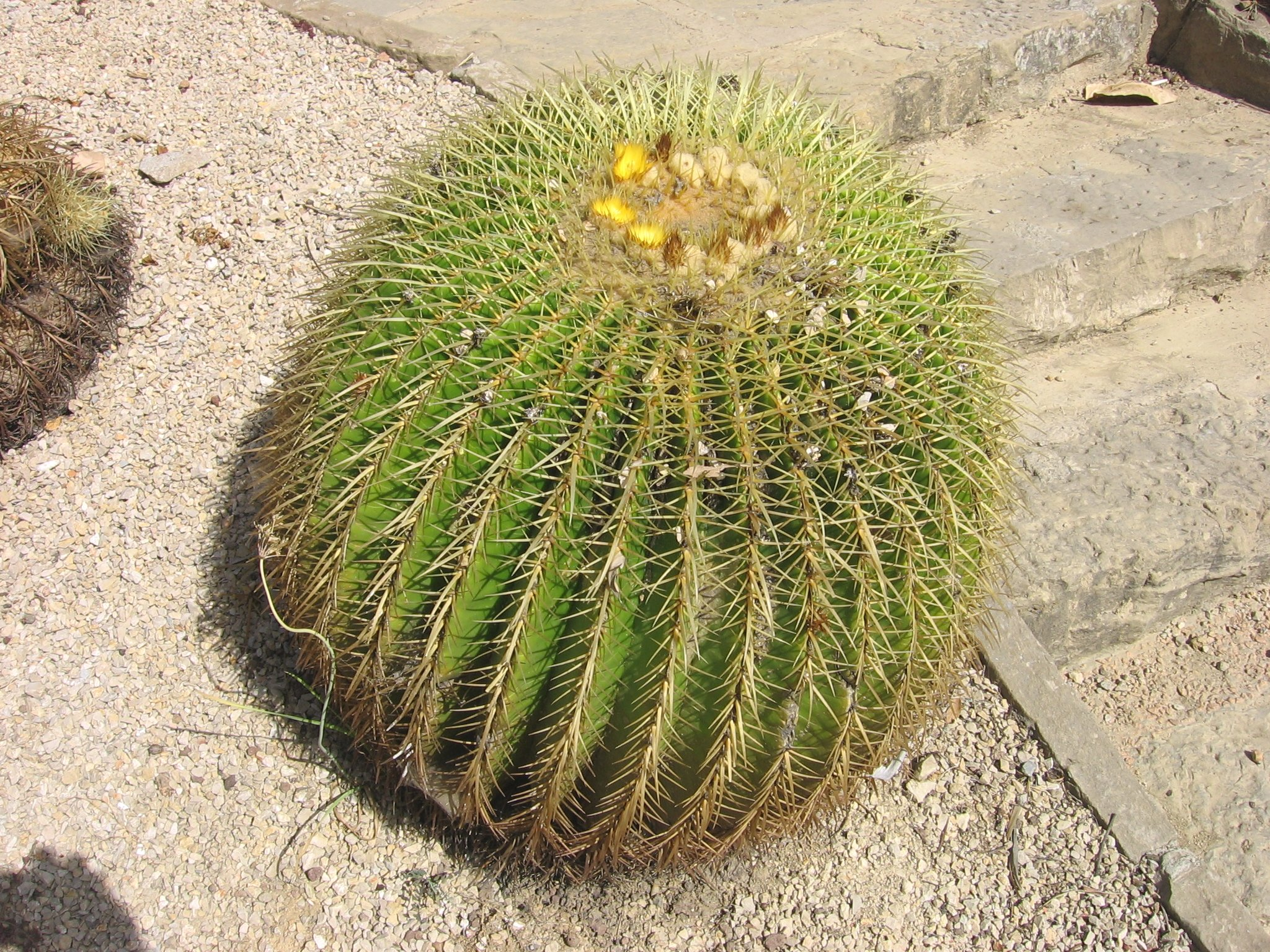
Asiento de la suegra (Kroenleinia grussonii).
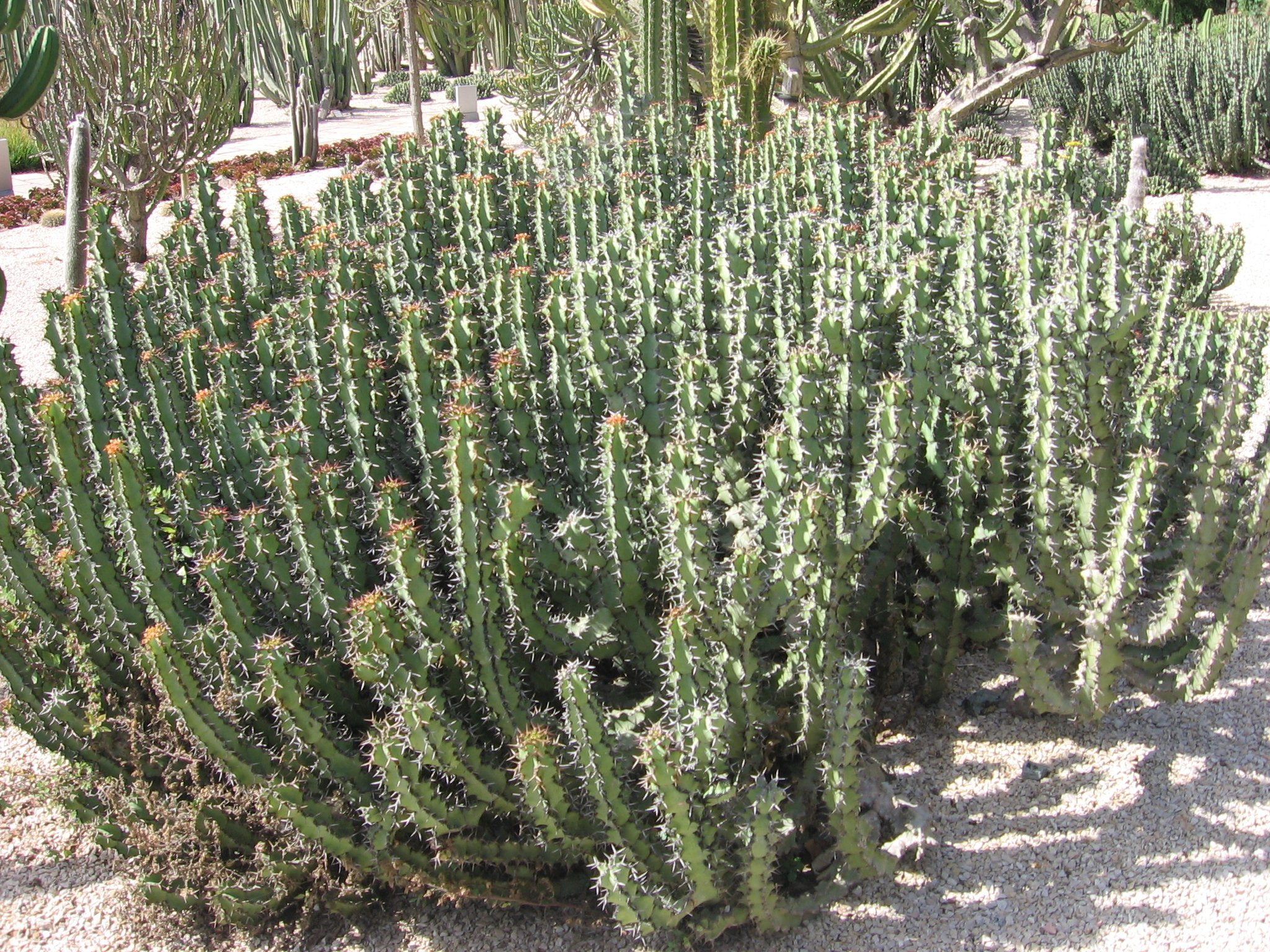
Polaskia chichipe.